# 台湾NO.1
台灣No.1（TAIWAN #1）一開始是美國玩家Angrypug在遊戲中讓中國人惱羞的口號，經過更多玩家如curvyllama仿效，受到全世界和台灣人的關注。

## 起源
2015年1月起，電腦遊戲H1Z1開始線上的遊戲活動。但此遊戲公司在處理全世界的玩家參與時，未提供亞洲的中國、日本、韓國、台灣等國玩家專屬的伺服器，造成許多这些區域的玩家開始加入美國、歐洲及澳洲的遊戲伺服器。這造成尤其是澳洲伺服器的參與成員十分多元的現象。因此通常許多玩家會因為習慣使用相同的語言而群聚，但來自中國大陸與台灣的玩家，雖然同樣使用華語，但是在遊戲過程中卻偶爾會有因為政治意識的差異而導致彼此互相擊殺甚至欺騙的情形。2017年夏，該遊戲被中國大陸官方禁止在其管辖范围内的各大平台上直播。

## 使用
2015年10月18日，美国的遊戲實況主Angrypug在Twitch平台實況遊戲時中被中國大陸玩家击倒后，故意高喊“台湾 No.1”并播放中华民国国歌、展示中华民国国旗，中國大陸玩家用中英文怒骂“Fuck”、“操你妈”。台湾网友热捧Angrypug。此后Angrypug常常在游戏中大喊此口号。。（及後Angrypug獲twitch邀請參與2016年1月底在臺北世貿1館舉辦的台北國際電玩展並出席其簽名見面會與接受電視台專訪）
2016年1月26日美国另一位实况主curvyllama在Twitch實況遊戲時杀死一位玩家后，对方用普通话大骂「操你妈」，curvyllama听出他是中国大陆玩家後，就用“台湾NO.1”和学来的汉语回击。对方追问curvyllama的Twitch账号，curvyllama则说“我的账号就是台湾NO.1”。curvyllama事后说这是她看过最愤怒的中國大陸玩家。同月29日，Angrypug受到直播平台Twitch邀請，來到台灣參加台北國際電玩展，並分享自己受到台灣玩家歡迎的心情，根據外交家雜誌報道，雖然這件流行語挑動兩岸人民的敏感神經，但Angrypug沒有針對兩岸政治議題表達立場。
2017年5月，有位韓國實況主在一款荒漠生存遊戲「Conan Exiles」中客氣詢問另一位玩家是哪裡人，對方一開始聲稱自己是日本人，卻似乎不瞭解壽司，後來韓國實況主開始喊「台灣NO.1」、「台灣是個很美麗的國家」等語，對方即持續用髒話罵他並追殺他，立即讓他現出中国大陆玩家的原形。「台灣No.1」一語因而被認為可有效分辨中國大陆玩家與台灣玩家等玩家，可達到快速激怒中國大陆玩家的效果。
2017年8月，臺灣在夏季世界大學生運動會贏得26面金牌、34面銀牌和30面銅牌，蔡英文總統也喊出「台灣No.1！」來盛讚當時排名世界第一的羽毛球球后戴資穎等國手的表現。
2017年10月，獨立媒體《全民台韓誌》文章提到南韓《中央日報》報導，由於中國干涉韓國部署薩德反飛彈系統及從中國大陆流入的沙塵暴與霧霾污染韓國空氣，南韓民眾「反中情結」高漲，使年輕人間興起「台灣NO.1」的流行語，不少線上遊戲玩家在與中國大陆玩家對戰時常以語音系統喊「台灣 NO.1」、「薩德NO.1」、「中國 NO.19」等口頭禪來激怒中國大陆玩家，並嘲諷中國大陆不把台灣視為一個國家，其他國家的玩家也會跟著喊。